# 多度津郡
もしかして
- 多度郡
- 仲多度郡
- 多度津町

のいずれかではありませんか？